# شهرستان استکهلم
شهرستان استکهلم (به سوئدی: Stockholms län) یکی از شهرستان‌های کشور سوئد است که در ساحل دریای بالتیک و استان اوپلاند قرار دارد. این شهرستان با شهرستان‌های اوپسالا، سودرمانلاند و دریای بالتیک مرز مشترک دارد. شهر استکهلم پایتخت سوئد در این شهرستان واقع شده‌است. بیش از یک پنجم جمعیت سوئد در این شهرستان زندگی می‌کنند. شهرستان استکهلم در سال ۱۷۱۴ تأسیس شد.